# Abbaye de Marbach
L'abbaye de Marbach est un ancien prieuré d'Alsace occupé depuis le XIIe siècle par des chanoines réguliers de saint Augustin. Cette célèbre abbaye fut plus tard la maison mère de plusieurs autres établissements monastiques fondés dans le Haut-Rhin, en Allemagne et en Suisse. Elle se trouve sur un terrain élevé au-dessus des communes d'Obermorschwihr et de Vœgtlinshoffen (Haut-Rhin) et fut vendue en 1791 au cours de la Révolution française. Son nouveau propriétaire fit pratiquement démolir entièrement les bâtiments de l'abbaye entre 1791 et 1806. Les deux tours de l'église sont démolies à leur tour en 1830. Seuls quelques vestiges subsistent encore de nos jours dont le narthex et la ferme.
L'abbaye fait l’objet d’un classement au titre des monuments historiques depuis le 5 mai 1988.

## Histoire
L'abbaye de Marbach fut fondée en 1089 par le chevalier Burckart de Gueberschwihr, ministériel fortuné, vassal de l'église de Strasbourg. La légende rapporte que c'est au cours d'une partie de chasse, près du ruisseau du Marbach où il se reposait et s'endormit, que Burckard fit un rêve : Jésus, la Sainte Vierge et saint Augustin lui demandent de fonder un monastère à l'endroit même où il se trouve. À son réveil, il n'a plus qu'une idée en tête, entreprendre la construction d'un vaste bâtiment pouvant recevoir des moines. Il met toute sa fortune personnelle pour faire bâtir ce monastère. Les comtes d'Eguisheim, ayant entendu parler de son projet, lui font de riches donations.

### La fondation de l'abbaye
L'installation du bâtiment débute par la construction d'une petite chapelle dédiée à saint Augustin. Cette construction de forme carrée, à nef unique et abside semi-circulaire fut la première fondation. L'ensemble sera terminé avec l'ample narthex entre 1130 et 1140. L'église de l'abbaye fut consacrée à saint Irénée, évêque martyr et à saint Augustin et à tous les saints.  Burckard de Gueberschwihr engagea sa fortune personnelle et fit confirmer publiquement, en présence de tous les nobles du pays sous la présidence du comte Othon de Habsbourg, une assemblée du tribunal provinciale. Burckard fut encouragé par plusieurs familles de la noblesse alsacienne qui le gratifièrent d'importantes donations.  Parmi les nobles qui se distinguèrent par leur générosité au cours du XIe siècle, on trouve Gérard, premier comte de Vaudémont et son épouse Heilwige, nièce du pape Léon IX, qui laissa à l'abbaye plusieurs terrains. Quelques années plus tard, en 1092, le comte Albert Ier de Muisal et son épouse Ermeneswinde, fille de Conrad Ier, comte de Lützelburg, firent don à l'abbaye d'un bien important aux environs de Herrlisheim, auquel était attaché un quart de patronage et un huitième de la dîme de Herrlisheim. La construction de l'abbaye de Marbach était suffisamment avancée en 1094, pour que Burckard songe à y établir quelques conventuels. L'abbaye de Marbach, monastère double, abritait également au début de son existence des chanoinesses. Elles quittèrent Marbach pour fonder vers 1124 le couvent de Schwartzenthann qui était situé au-dessus de Soultzmatt près du hameau de Wintzfelden.

### Manegold le premier abbé

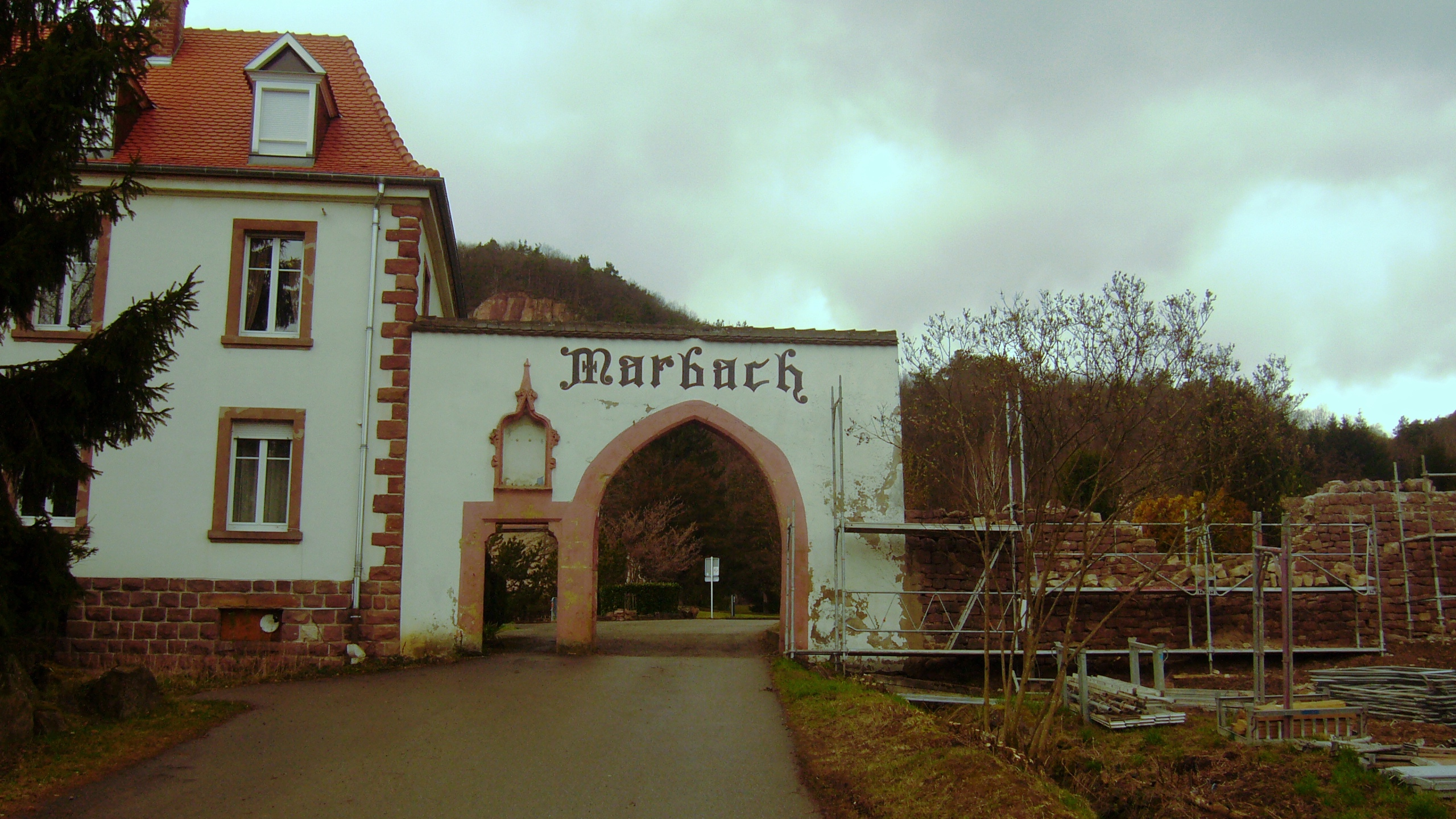
Ancien porche d'entrée de l'abbaye de Marbach.

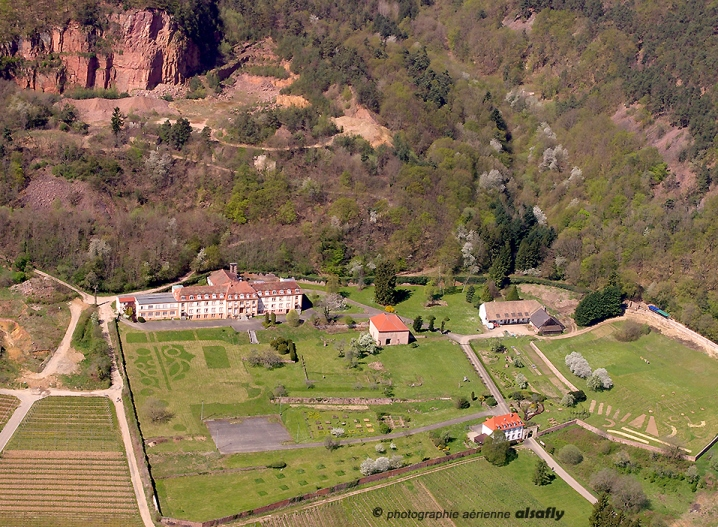
Le site de l'abbaye en 2015.

Burckard de Gueberschwihr fit ensuite appel à Manegold de Lautenbach, prieur de l'abbaye de Rottenbuch en Haute Bavière (Allemagne), pour diriger son établissement. Il introduisit l'ordre des chanoines de Saint Augustin. Manégold n'est pas un inconnu, puisque avant 1080, il est admis au couvent de Lautenbach en Alsace, sa ville natale. En 1082, l'écolâtre Wenrich de Trèves lança, sur ordre de l'évêque Dietrich de Verdun, une virulente campagne contre le pape Grégoire VII. Manégold prend alors la défense du pape. Il rédige à partir de 1084 un pamphlet où il s'élève contre les offenses faites au pape Grégoire VII en dénonçant par la même occasion les prétentions de l'Empereur de nommer les prélats sans le consentement de l'Église. Manégold était l'un des membres les plus érudits de la collégiale des chanoines de Lautenbach, près de Guebwiller. Dans son mémoire, Manégold s'appuya essentiellement sur les conclusions adoptées par les Pères de l'Église prises au cours des conciles, et sur l'histoire universelle de l'Église qui autorisait Grégoire VII à excommunier l'empereur et à lui interdire l'investiture. Cette brochure fut adressée à l'archevêque Gebhard de Salzbourg. Ses écrits lui valurent la colère de l'empereur Henri IV, qui en signe de représailles fit piller toute la vallée de Lautenbach et détruire le monastère. Manégold trouvera refuge ensuite dans la montagne toute proche pour échapper à l'exaspération des partisans de l'Empereur.  Il trouva de nouveau asile à partir de 1085 à l'abbaye de Rottenbuch, une congrégation des chanoines réguliers en Bavière. C'est là que Buckard de Gueberschwihr le découvrit et lui confia le poste de supérieur de sa fondation de Marbach, qu'il accepta par amour de son pays natal.  Plusieurs de ses anciens confrères de Lautenbach le suivirent ainsi que quelques chanoines réguliers du couvent de Saint-Irénée près de Lyon. Vers 1096, le pape Urbain II approuva chaleureusement l'édification de cette abbaye et appela Manégold « son très cher ami béni de Dieu » et lui donna le pouvoir d'absoudre. Dès ce jour on accourut de toute part vers Marbach dont des chevaliers et de hauts personnages qui s'étaient compromis avec l'empereur, afin de demander l'absolution de l'excommunication. Manégold cherchait avant tout à empêcher le schisme en Alsace. Comme pénitence il imposait à ceux qui venaient le voir pour recevoir l'absolution, de se séparer entièrement de l'antipape et de ne plus fréquenter les prêtres simoniaques et incontinents[Quoi ?].

### La vengeance de Henri IV

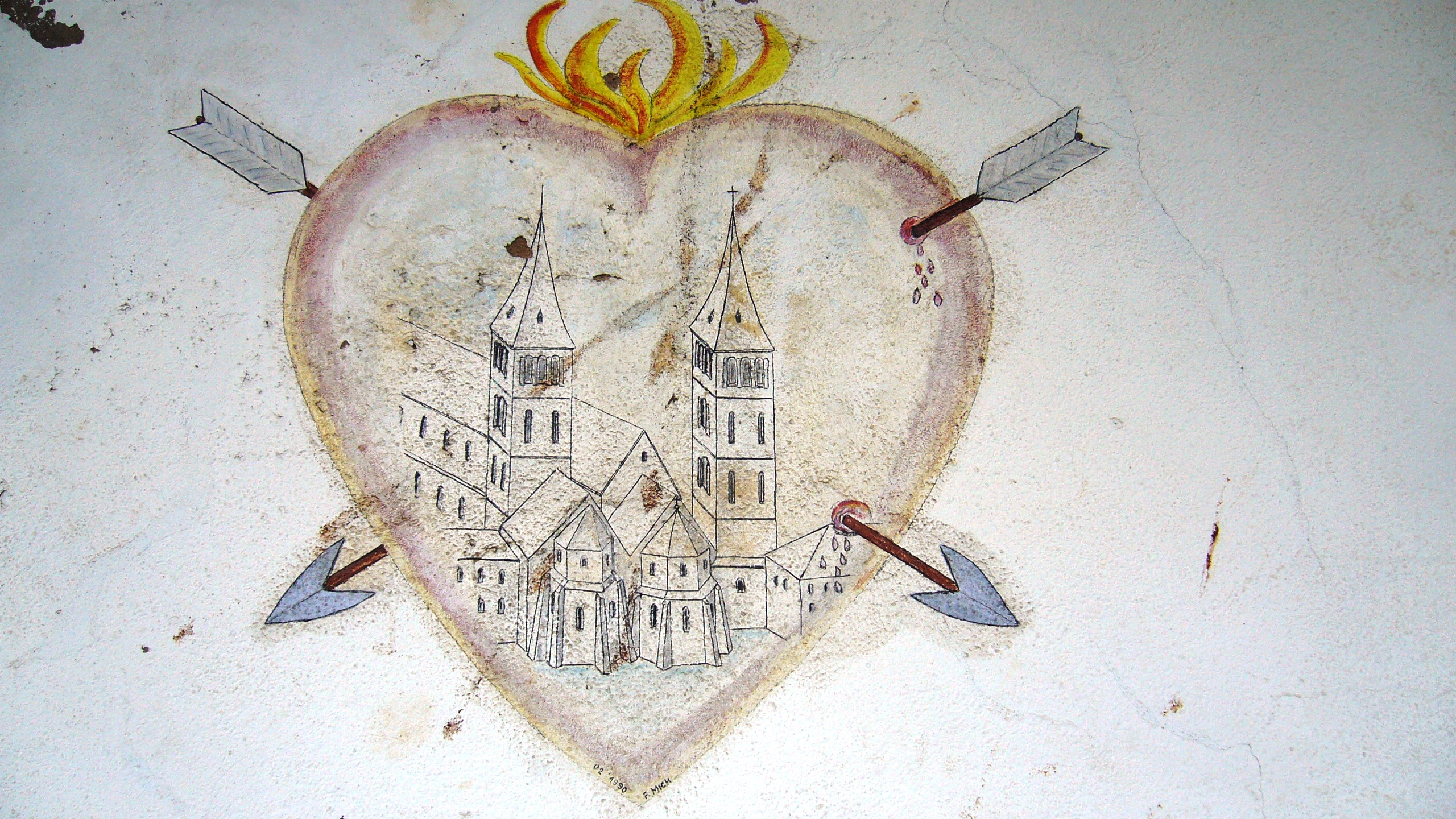
Dessin se trouvant sur le mur de la ferme "Der Bauernhof" et représentant en partie l'ancienne abbaye de Marbach - Dessin de F. Mich, février 1990.

L'empereur Henri IV qui n'avait toujours pas digéré l'offense de Manégold, préparait sa vengeance. Il envoya des hommes à sa solde à Marbach en 1098, qui réussirent à le capturer. Manégoldl resta prisonnier de l'empereur jusqu'en 1103 et mourut le 24 mai 1103 dans des circonstances mystérieuses. Le pape Pascal II délivra encore le 2 août 1103 un sauf-conduit dans lequel il mentionnait encore Manégold comme prévôt de Marbach sans se douter qu'il était déjà mort. C'est également sur une requête de Manégold que le pape Pascal II (1099-1118) confirma par une bulle datée du 2 août 1103, la lettre de son prédécesseur, le pape Urbain II. Par la suite le pape Calixte II (1119-1124) réitéra, à la demande du second prévôt de Marbach, Gerungus, le 29 octobre 1109 une bulle mentionnant la protection accordée par les papes Urbain II et Pascal II en faveur de Marbach. Cependant le pape prescrivit que les conventuels ne devaient pas cesser de célébrer l'office habituel à l'église pour expier le sang versé dans le vestibule de ce sanctuaire. Marbach devait aussi être affranchi de la dîme tant pour le bétail que pour les produits dérivés de la terre plantés à leurs frais dans les environs de leur abbaye afin de garantir leur survie. Enfin il leur était permis de choisir l'endroit de leur sépulture à proximité du couvent. Vers 1120 Burckard de Gueberschwihr mourut à son tour à l'âge de 90 ans et fut enterré près du chœur de l'église abbatiale de Marbach. Manégold était un personnage très important puisqu'il avait reçu la protection des nobles et des ministériels de l'Alsace. Mais ce qui importait le plus à ses yeux, c'était d'avoir le soutien indéfectible du pape et des rois pour Marbach. Il prit la défense des chanoines et des biens de Marbach, sous réserve toutefois qu'ils passassent sous l'autorité de l'évêque de Bâle pour les huiles saintes, le saint chrême, la bénédiction des autels et de l'ordinaire des prêtres.

### L'abbaye de Marbach placée sous la protection de Frédéric Barberousse
Très tôt l'abbaye de Marbach cultiva la vigne sur des terres dont la nature argilo-calcaire et l'exposition du soleil en faisaient un terroir de prédilection pour le vin. Pendant les périodes d'intenses travaux (taille, vendanges) les chanoines de Marbach étaient épaulés par les moines de l'abbaye de Lucelle, proche de la frontière suisse. Le vignoble dont l'abbaye de Lucelle avait la charge était délimité par des pierres-bornes marquées par la lettre "L" et par le blason de Lucelle. À partir de 1153, Frédéric Barberousse prit sous sa protection les intérêts de l'abbaye de Marbach qui allait connaître un rapide développement. Vers 1194, le comte Ulric de Ferrette donna à l'abbaye de Marbach d'autres biens situés à Roggenhusen, tant en son nom personnel qu'en celui de son frère Frédéric. Pour qu'il n'y ait aucune contestation possible, il fit apposer ses sceaux en présence du prévôt Albéron et de chanoines de l'église assistant en tant que témoins. En 1220 le prieur de Marbach obtint l'usage de la crosse et le prieuré fut érigé en abbaye. À partir de 1220, l'abbaye de Marbach, longue de 65 mètres et large de 20 mètres devint l'un des édifices les plus remarquables de la région.

### Quelques religieux assassinent le prévôt
En 1214, quelques religieux de l'abbaye de Marbach assassinent le prévôt. Vers 1216, c'est l'abbé Falcon qui prend la direction de Marbach.

### Victime des incendies et de dix pillages

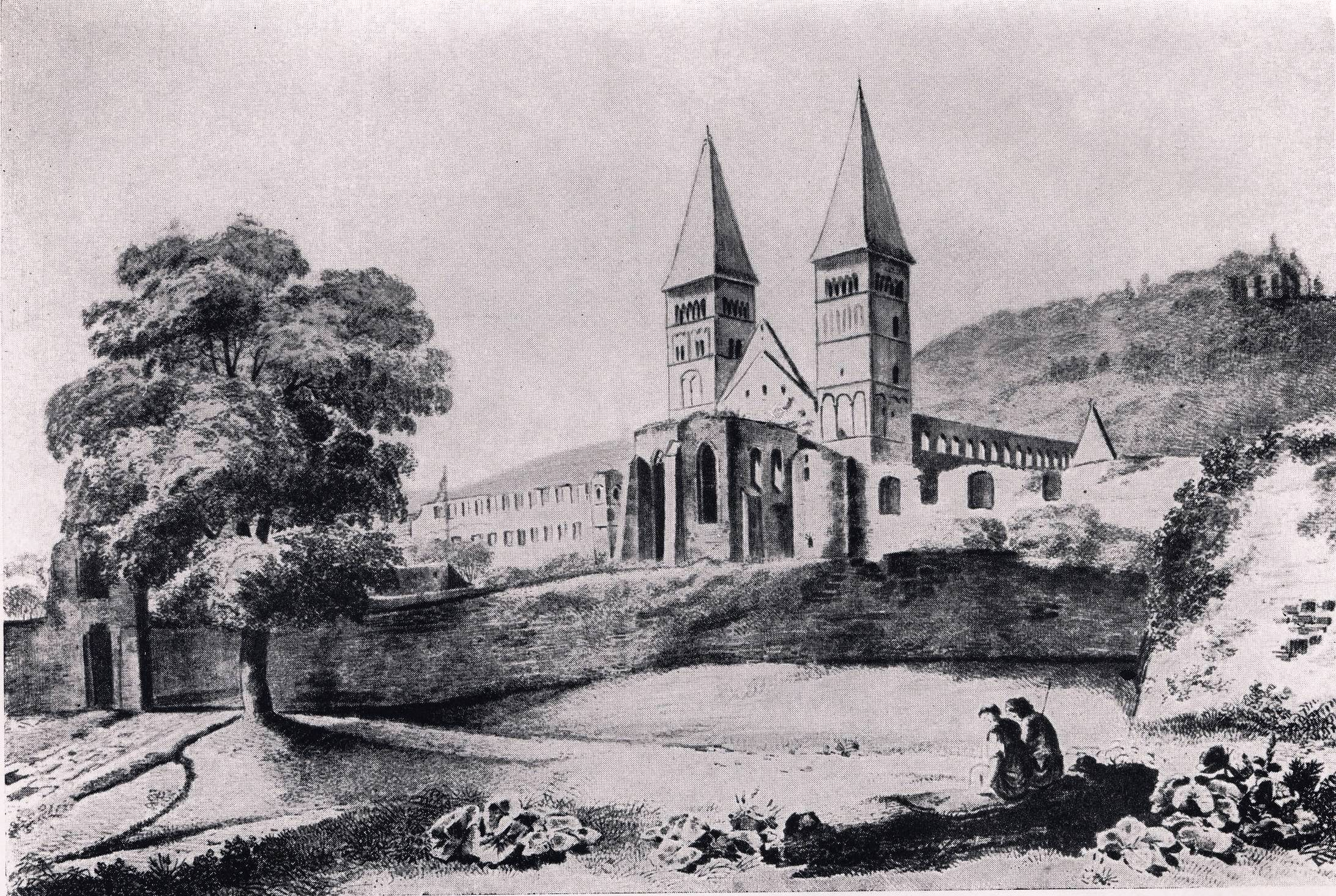
Les ruines de l'abbaye de Marbach en 1820 vues par un artiste de Colmar.

L'abbaye de Marbach subit une dizaine de pillage et des actes de vandalisme au cours de son existence. Elle fut également incendiée cinq fois, une première fois en 1253, une seconde fois en 1290, une troisième fois en 1360, une quatrième fois en 1496 et une cinquième fois en 1525. Marbach devint une nouvelle fois inhabitable. Il allait pourtant repartir sur de nouvelles bases. En 1496 le prieur Mathais Daien entreprit des travaux de restauration. L'incendie de 1253 fit d'énormes ravages. On n'a jamais connut exactement l'origine de cet incendie.  Les dégâts furent si importants que l'évêque de Bâle, Bechtold II, comte de Ferrette (1249-1262) sur une requête des religieux de Marbach, accorda des indulgences à tous les fidèles qui contribueraient par leurs dons à relever l'abbaye. Le second incendie éclata en 1290, ruinant complètement les bâtiments du couvent.  À cette époque, le couvent était grevé de telles charges que les supérieurs préférèrent d'abord éponger les dettes avant de reconstruire les bâtiments. Pour ne pas compromettre l'avenir de Marbach, l'abbé Pierre accepta du comte Thiébaut de Ferrette, vers la fin du XIIIe siècle, comme don gratuit, afin d'amortir les dettes, le droit de patronage sur la paroisse de Woffenheim, après de Werhner de Hattstatt, qui disposait la paroisse en fief, y eut solennellement renoncé le jour de Pâques de l'année 1276.  Pierre Rich de Richenstein, évêque de Bâle (1286-1296) y donna son accord, sous réserve de garder des droits épiscopaux. Le pape Nicolas IV confirma cette donation par une bulle datée du 31 mars 1292. Cette donation fut cependant vivement contestée par Conrad et Sifrid, frère de Wernher de Hattstatt. Un tribunal arbitral, composé du prévôt Jean de l'église collégiale Saint-Martin de Colmar et d'un chanoine de Bâle, nommé Frédéric, examina les prétentions de chaque partie et se prononça finalement en faveur de Marbach. Dix ans plus tard, des malfaiteurs non identifiés profanèrent l'église abbatiale, ses autels et ses deux cimetières, de sorte que l'évêque suffragant de Bâle dut en 1348 les consacrer à nouveau.

### La décadence

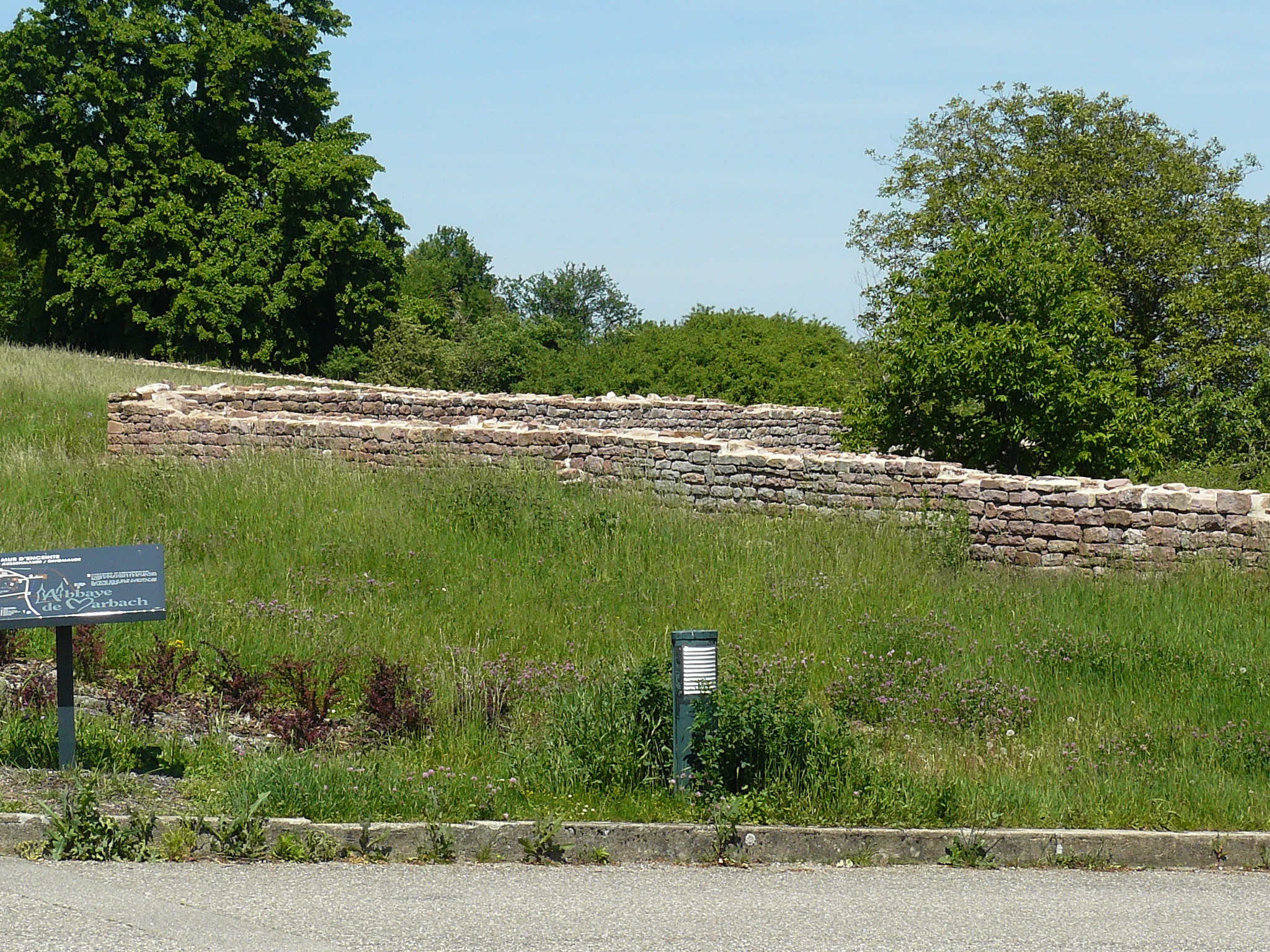
Vue partielle du mur d'enceinte, long de plus d'un kilomètre qui a nécessité cinq années de travaux à la fin du XVe siècle.

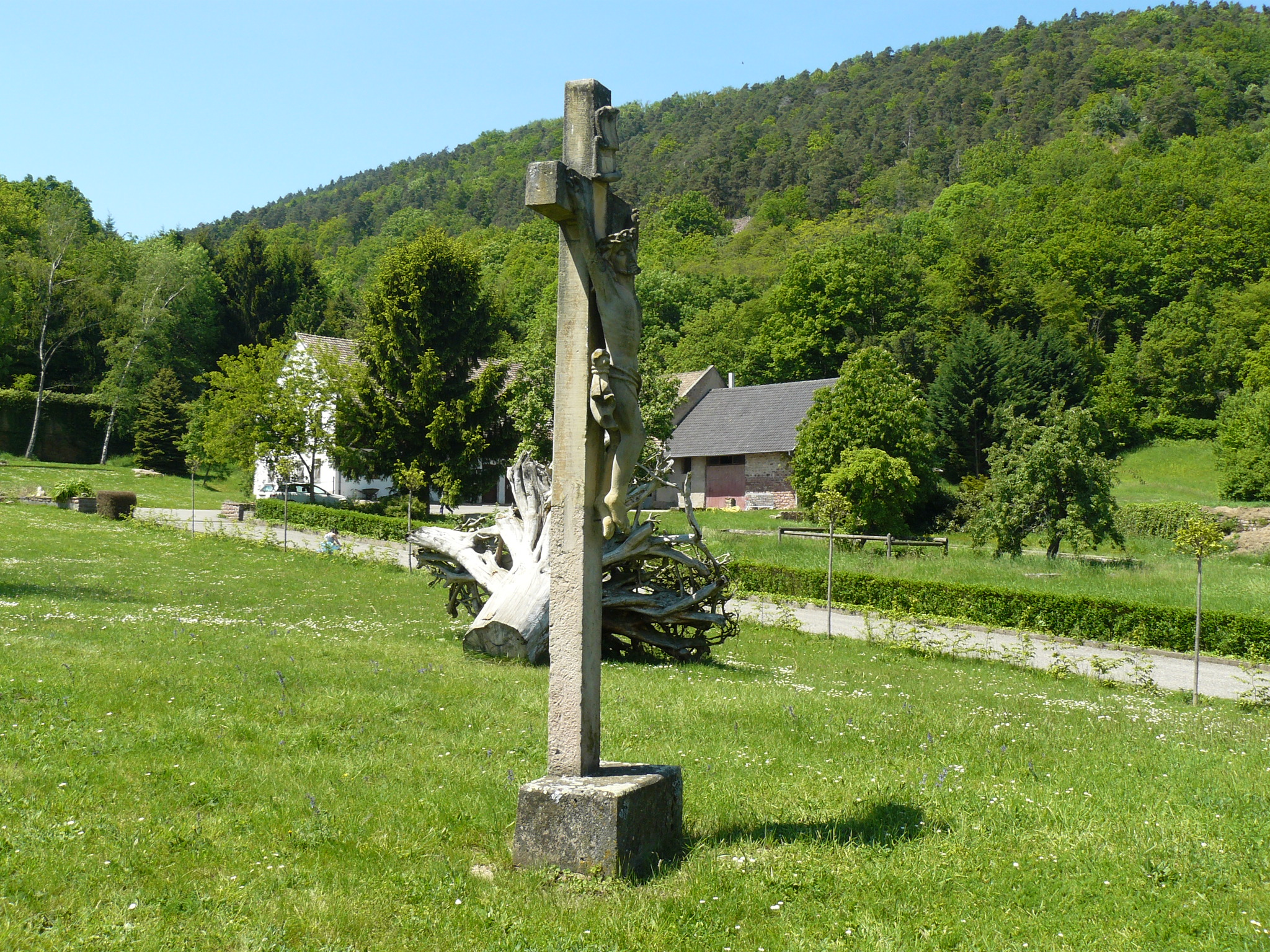
Calvaire de Marbach.

Aux temps de Manégold et Gerungus, la discipline claustrale était rigoureusement observée et l'idéal de Marbach se répandit partout. Il n'en fut pas de même sous la direction des abbés suivants avec qui la discipline se relâcha rapidement. C'est ainsi que sous la direction du prévôt Bernard, successeur d'Etzelin, l'antipape Victor fut reçu avec tous les honneurs dans le couvent de Marbach. Celui-ci lui confirma la direction des moniales de Steinbach. Ortlieb de Frobourg (1137-1164) avait jadis confié cette direction aux religieux de Marbach. Cette intervention d'un antipape confirmait en tout cas la diminution du rôle des conventuels de Marbach qui à cette époque luttaient contre un grand dénuement. Aussi était-il dans la logique des choses qu'un certain relâchement se fit remarquer dans la règle, ce qui allait succéder à la ruine de la canonie. En présence de cette situation les évêques de Bâle et de Strasbourg tentèrent de relever le défi. Ils firent appel aux religieux d'autres couvents de la même congrégation dans le but d'amener à la raison la communauté de Marbach qui s'affaiblissait inéluctablement. Finalement les évêques se virent contraints d'incorporer au courant du XVe siècle l'abbaye de Marbach à la congrégation des chanoines réguliers de Windesheim en Hollande. Les évêques crurent avoir enfin trouvé l'homme providentiel en la personne du prévôt de Trutenhausen du nom de Rodolphe Falco. Par l'intermédiaire de l'empereur Frédéric II, il avait acquis en 1216 du pape Honorius III, le droit d'échanger le titre de prévôt contre celui d'abbé. Mais cela ne se fit pas sans heurts. Les seigneurs de Hattstatt contestèrent au couvent de Marbach le droit de patronage sur l'église de Herrlisheim, droit que l'abbaye possédait depuis l'année 1092. L'affaire fut soumise en 1220 à l'arbitrage. Hugues, abbé de Marbach ainsi que le chancelier épiscopal furent chargés d'assumer les fonctions d'arbitres pour les deux parties.  Les deux évêques profitèrent de cette assemblée générale, tenue sur une colline nommée "Ottenbühl" pour aplanir les difficultés. Après de longues négociations les juges se décidèrent en faveur de Marbach. Frédéric, son successeur réussit à agrandir le patrimoine de Marbach par l'achat d'un grand bien dans les environs de Koenigshoffen, que maître Ulric de Bollinguen, chanoine à Saint-Thomas de Strasbourg lui céda en 1225 pour le prix de 185 marks d'argent. Ensuite l'abbé Frédéric acquit toutes les terres, que l'abbaye de Meinau possédait à Allwilre, Soultz, Pulversheim et Issenheim. Ces terres l'abbé Hermann fut obligé de les revendre en 1242 pour rembourser les dettes du couvent.  L'abbé Cuno, successeur de Frédéric, mort le 16 août 1267, acquit, en 1250, le Langenberg (mons lignifer) par une donation faite par Conrad Wernher de Hattstatt ; ce fut plus tard la cause de biens de difficultés. Par cette donation le noble donateur avait l'intention de faire cesser les différends qui régnaient entre Marbach et Hattstatt. En 1224, la canonie de Marbach se trouva tellement appauvrie à la suite des ravages de la guerre que Berthold de Teck, évêque de Strasbourg (1220-1244), autorisa les chanoines réguliers à demander publiquement la charité.

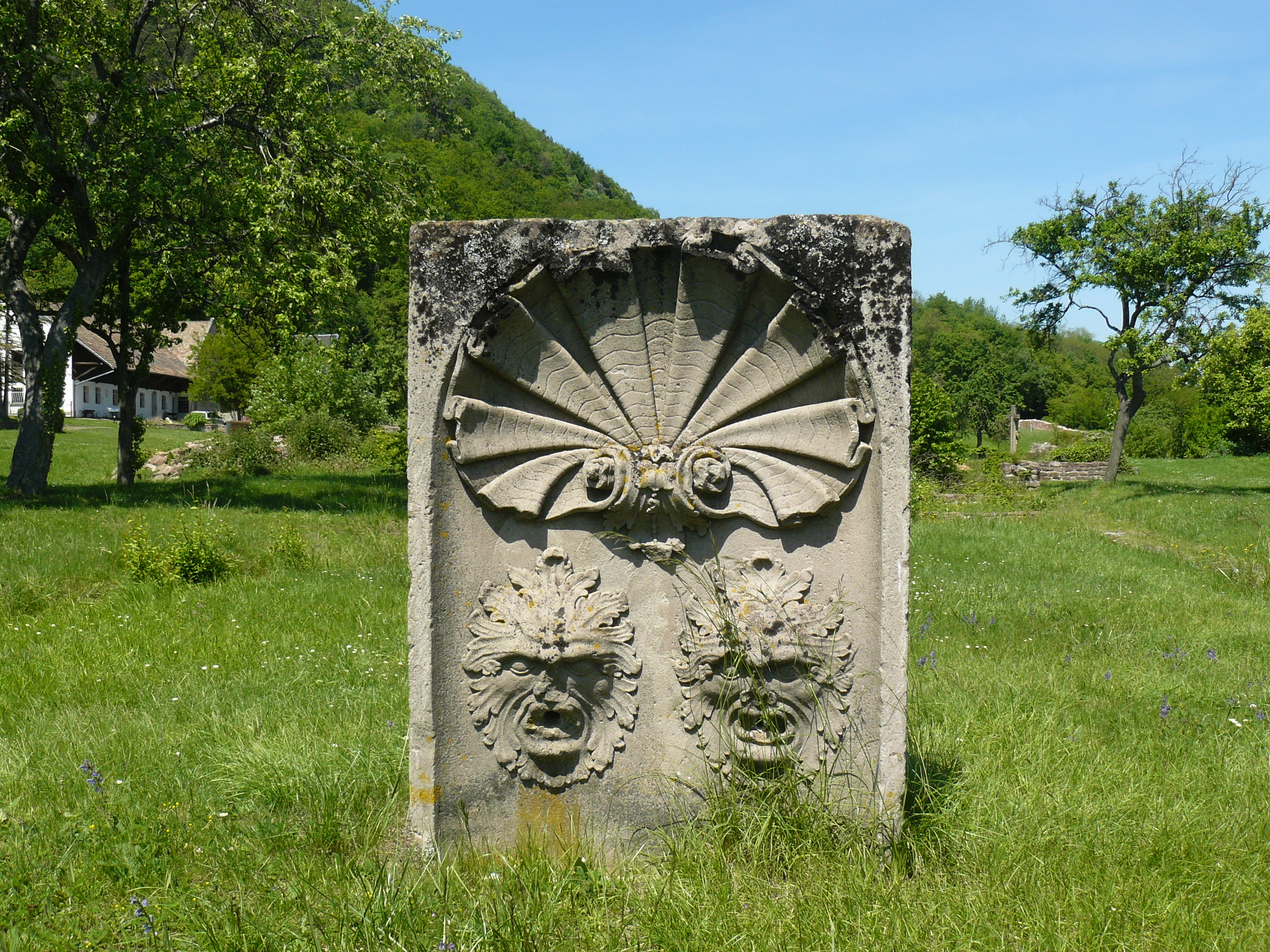
Petit vestige de l'ancienne abbaye de Marbach.
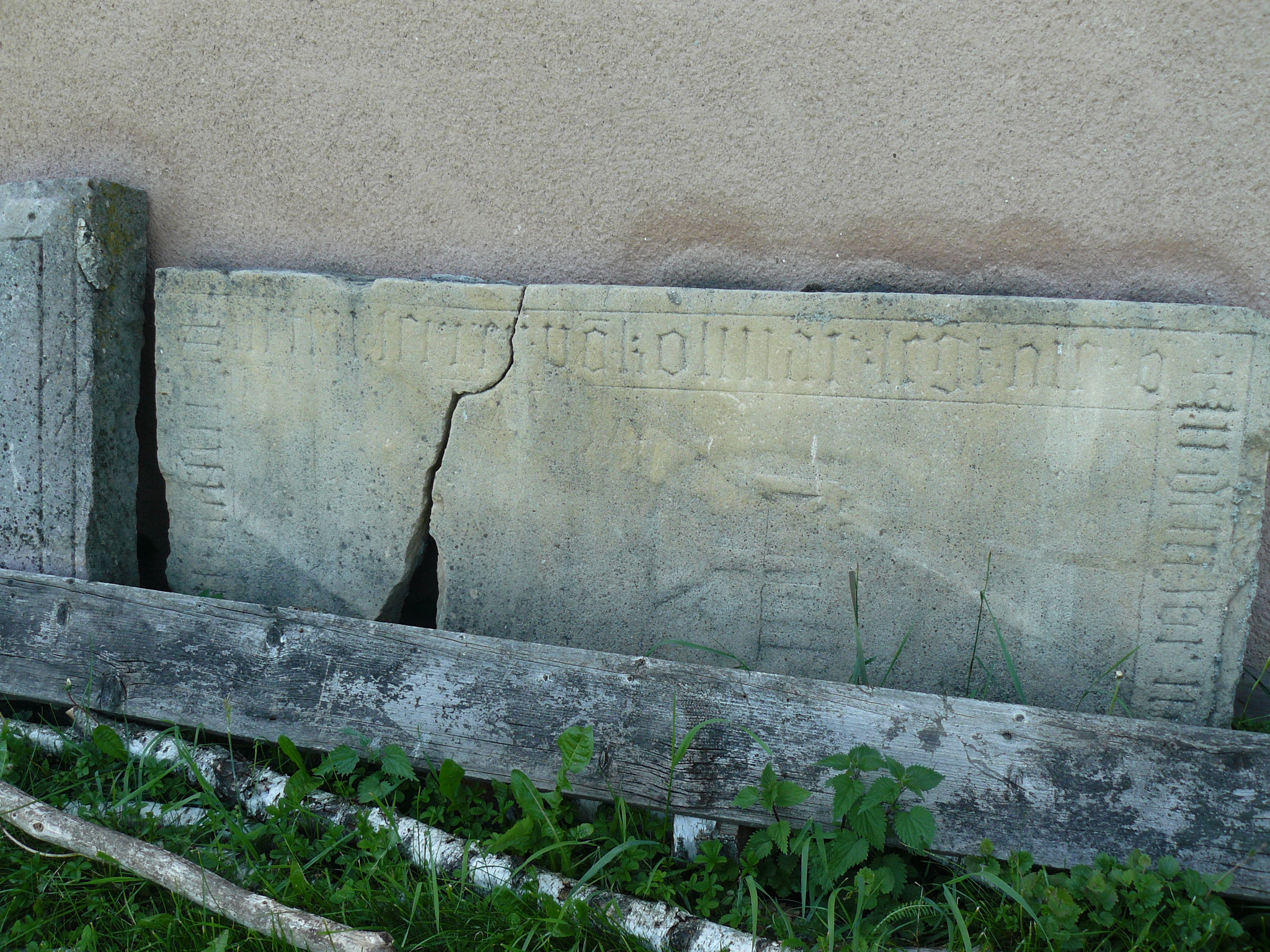
Dalle funéraire provenant d'un sarcophage qui contenait la dépouille d'un abbé de Marbach.
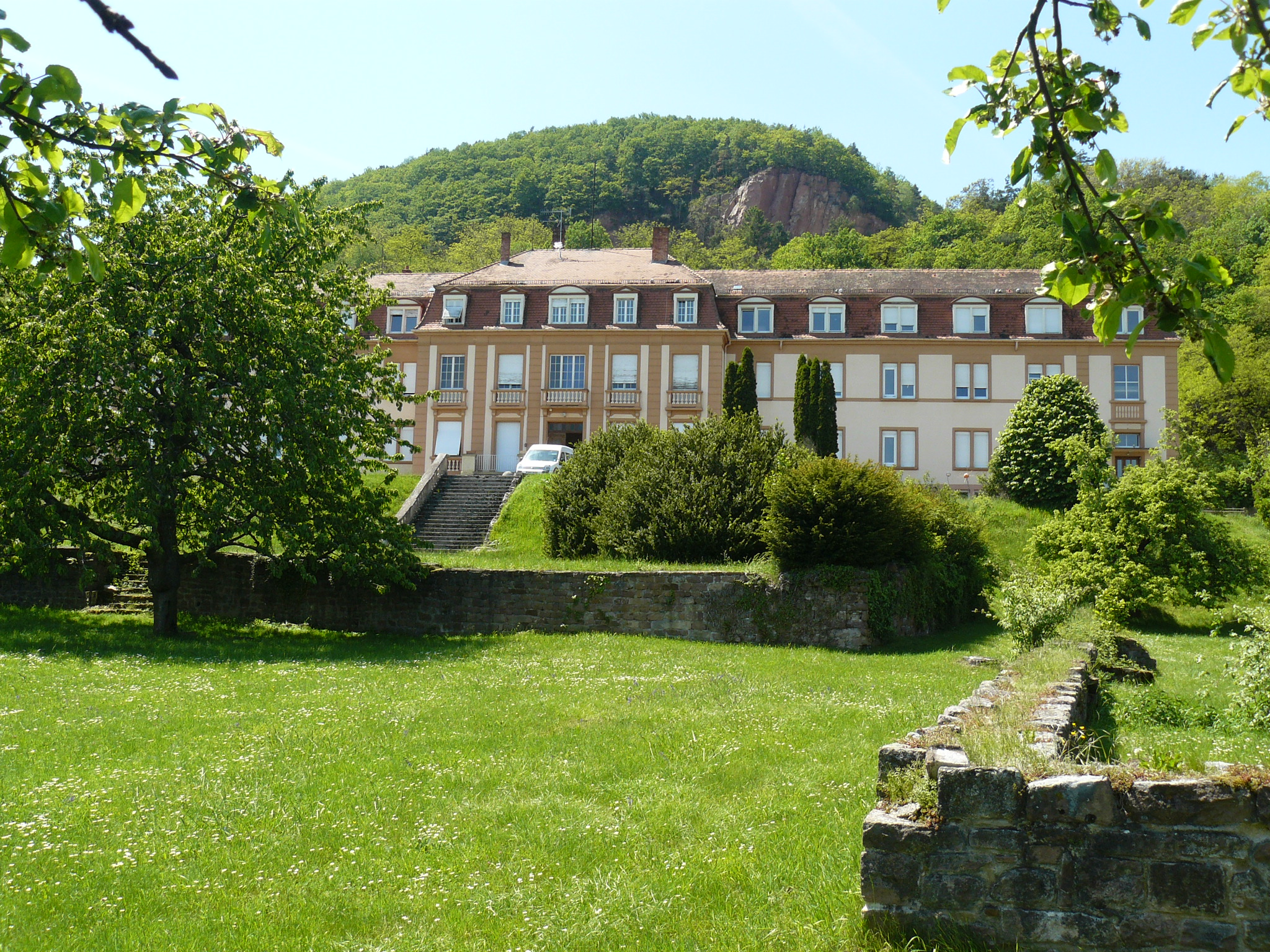
Institut médico-éducatif dit Auguste-Biecheler dans l'enceinte de l'ancienne abbaye de Marbach.

### La reconstruction
Vers 1506, la chapelle Saint-Augustin fit l'objet de travaux. Elle fut reconstruite dans le style ogival de la première époque et finalement consacrée en 1509. Malheureusement la guerre des Paysans en 1525 et la guerre de Trente Ans brisèrent cet effort de modernisation et de reconstruction qui finit par fragiliser l'abbaye. À partir de 1536, l'abbaye de Marbach fit l'acquisition du château connu sous le nom de Burgstall qui signifie château en ruines, pour 1 500 florins. L'abbaye le fit réparer et consolider.  En 1566, le couvent de Goldbach, dans la vallée de Saint-Amarin est acquis par l'abbaye de Marbach. Mais à l'époque la guerre de Trente Ans, les chanoines constatant qu'ils n'étaient pas en mesure de le défendre le cédèrent en 1634 au maréchal de France, Jacques Caumont de la Force. L'année suivante, le duc de Lorraine s'en empara par la ruse et le conserva pendant une dizaine d'années.

### Vendue au cours de laRévolution
Le 17 octobre 1791, l'abbaye est vendue aux enchères. L'église était encore intacte en 1798. Le nouveau propriétaire fit ensuite démolir les bâtiments et vendit les pierres comme matériaux de construction. L'église fut privée de sa toiture en 1809.En 1818 les deux tours de l'église étaient encore debout, mais l'église elle-même et le cloître sont détruits. En 1822, la tour de gauche vers Gueberschwihr, appelée « tour des Abbés » a totalement disparu et vers 1830 la deuxième tour subit le même sort.

### Les vestiges d'aujourd'hui
Il ne subsiste plus aujourd'hui que le narthex ou « paradis » avec ses trois arcades romanes de 1152 qui ont été sauvés et partiellement restaurés en 1992.  Le porche de 1490 et le mur d'enceinte achevés en 1496 sont encore visibles. Aujourd'hui, l'enceinte de l'ancienne abbaye abrite un institut médico-éducatif Auguste-Biecheler.

## Lieux et monuments

### Le narthex
Vendu comme bien national, l'église et les bâtiments conventuels vont servir de carrière aux communes environnantes. Seul le narthex échappa à la destruction en servant successivement d'auberge, puis de quarantaine après la construction du préventorium. Dans l'art roman, le « narthex » ou « paradis » ou encore « galilée » est un vestibule ouvert situé à l'entrée de la nef. Il était réservé aux catéchumènes (non baptisés) qui n'avaient pas accès à l'église. Il servait également d'abri à la dernière station des processions régulièrement effectuées par la communauté. À partir du XIIIe siècle, les narthex seront peu à peu remplacés par un porche largement ouvert vers l'extérieur. Érigé en 1140 et partiellement démoli lors de la Révolution, le narthex de Marbach a pu être restauré et consolidé grâce aux travaux financés sur les fonds publics entre 1986 et 1993. Cette vaste construction présente une remarquable série de trois arcades de pur style roman.

### Le mur d'enceinte
La construction du mur d'enceinte, long de plus de 1 kilomètre a nécessité cinq années de travaux à la fin du XVe siècle. C'est le seul vestige de ce type en Alsace, et à ce titre classé monument historique.

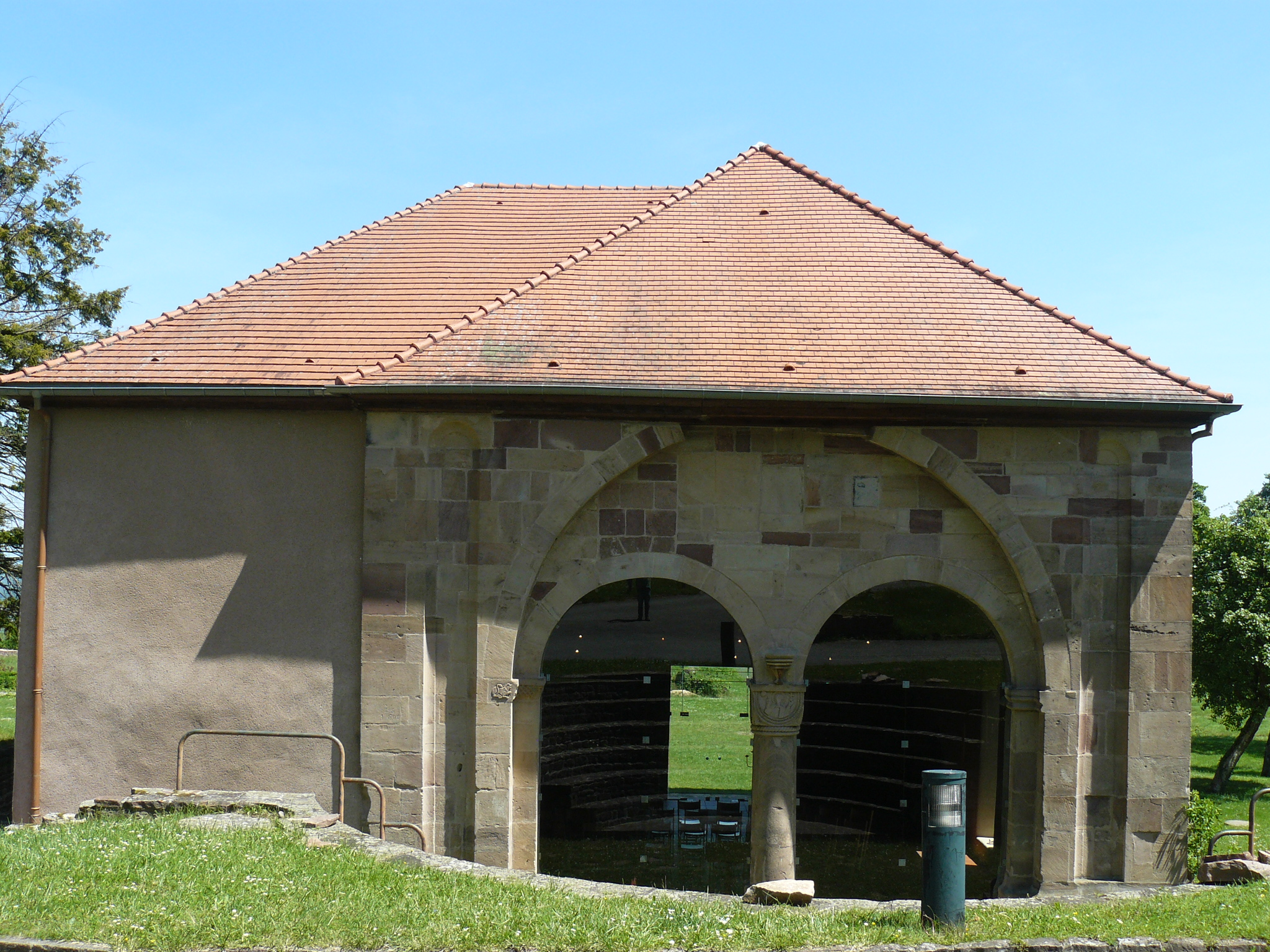
Le narthex.
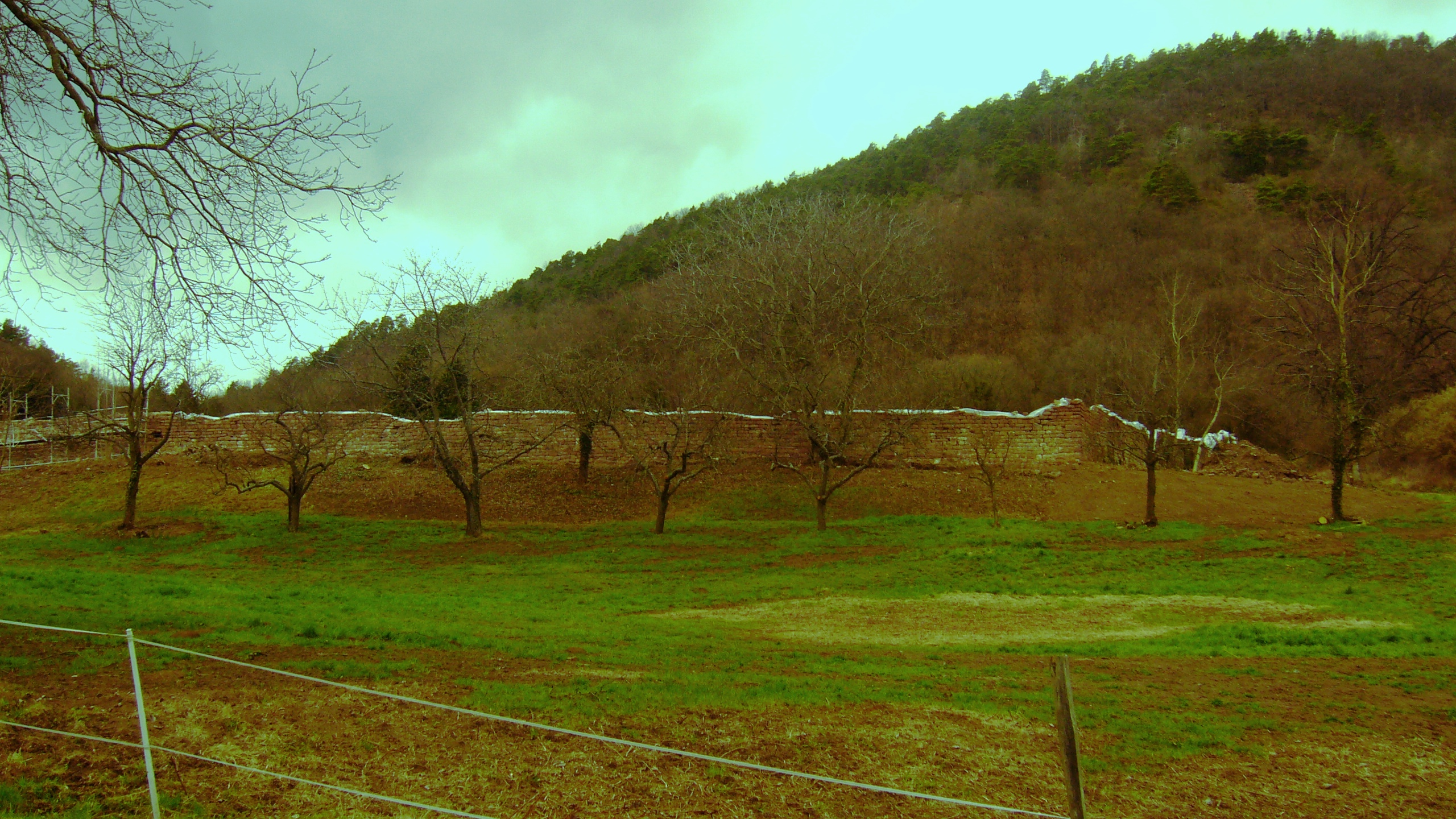
Mur d'enceinte de Marbach.
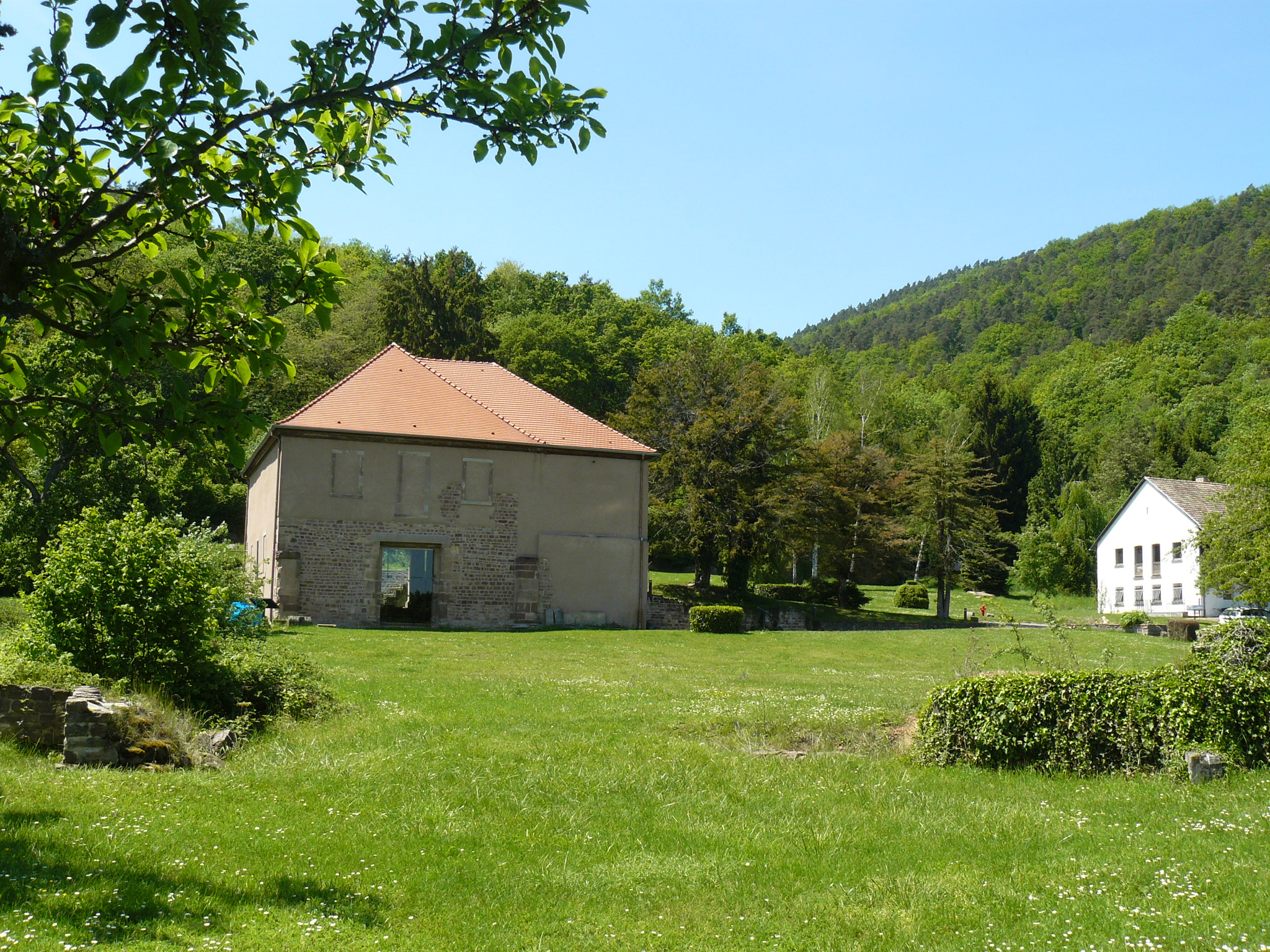
Le narthex et la ferme "Der Bauernhof".
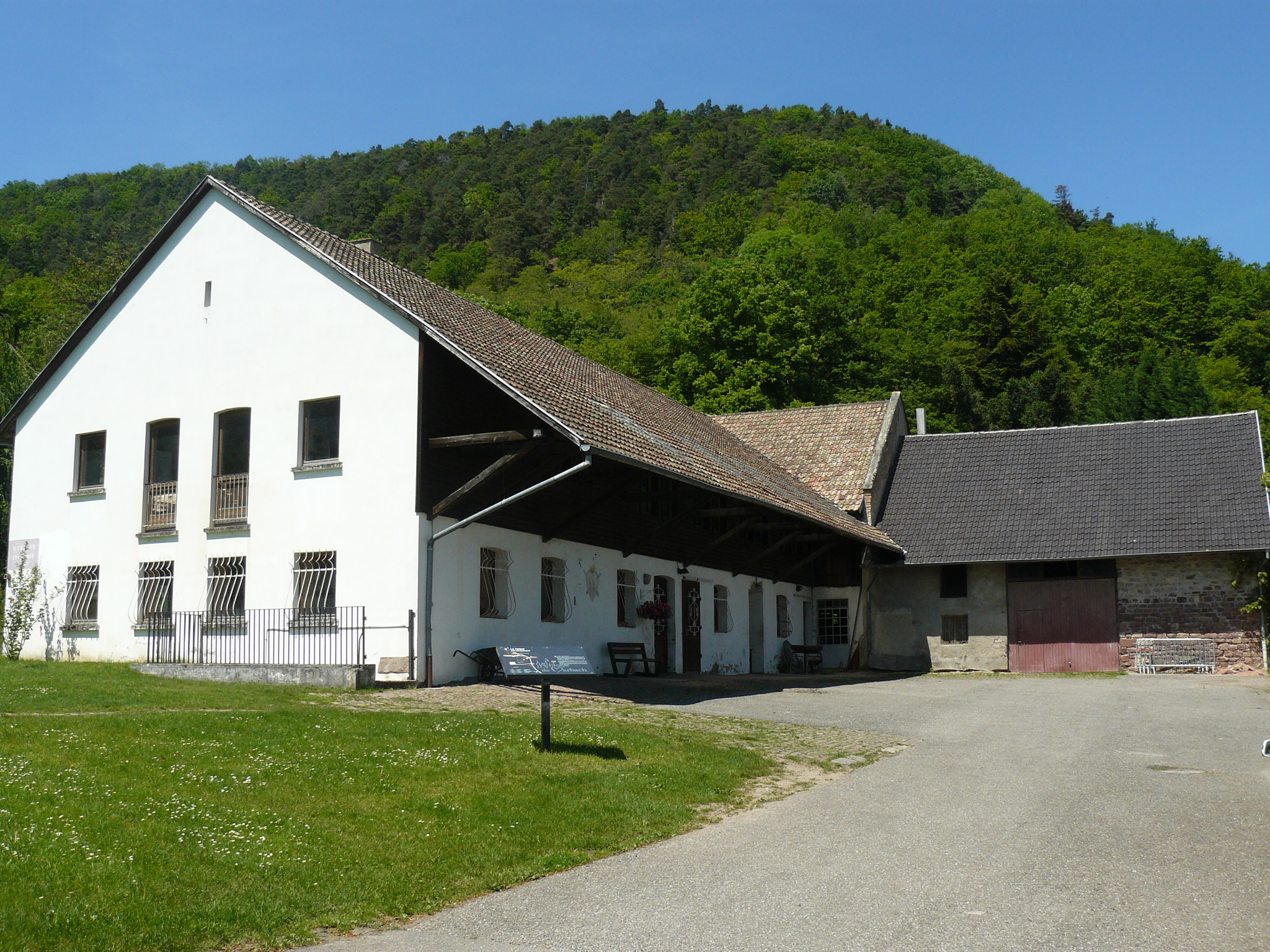
Ferme "Der Bauernhof".
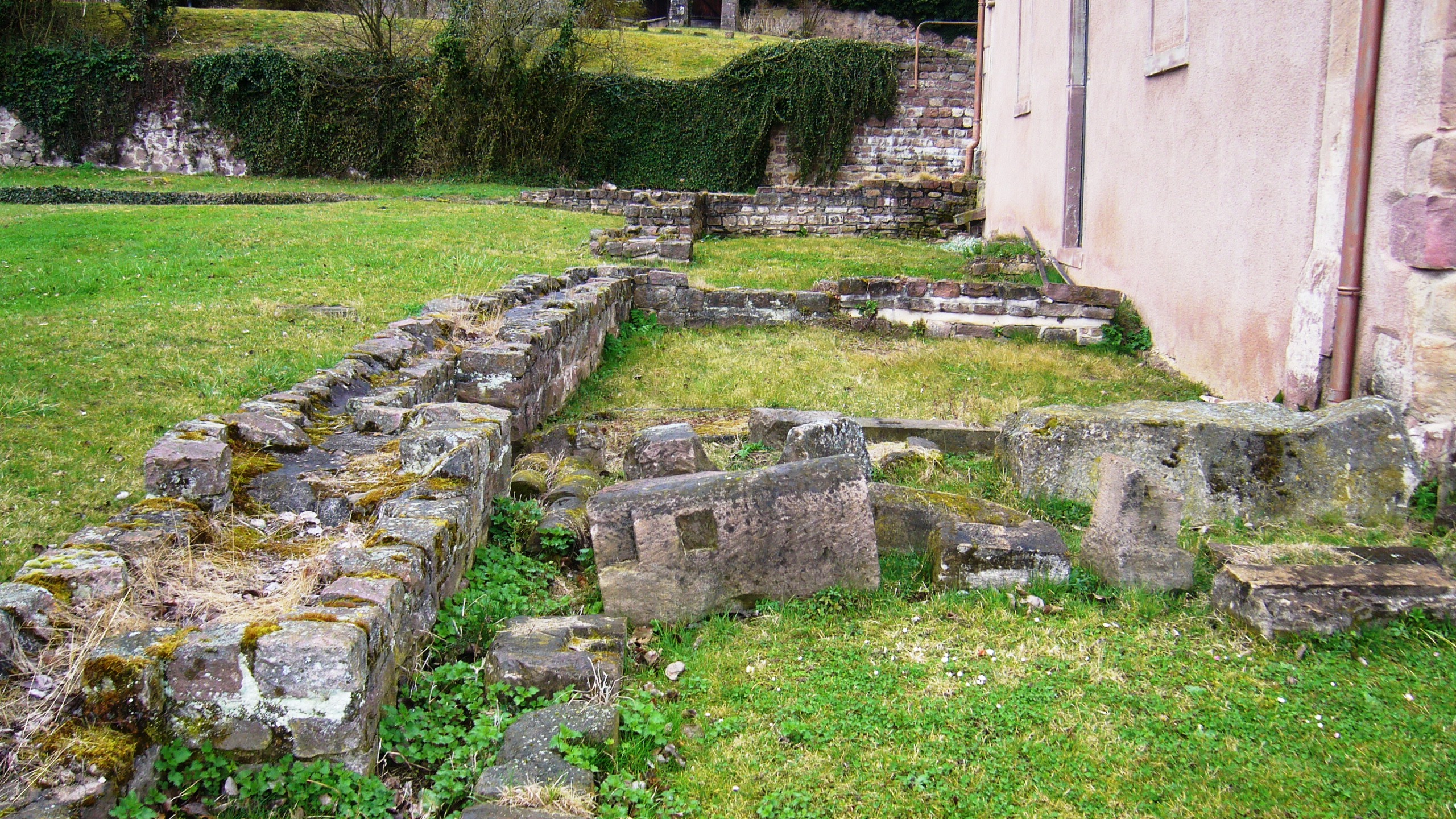
Une partie des vestiges de l'ancienne abbaye de Marbach.

### FermeDer Bauernhof
Champs et vergers couvraient le domaine de Marbach durant les siècles derniers. La ferme subsiste et abrite aujourd'hui des ateliers qui sont utilisés par des équipes de jeunes qui assurent entre autres l'entretien du parc. Il ne reste malheureusement aucune trace des anciennes dépendances de l'abbaye: moulin à grain, et moulin à huile alimentés par le ruisseau du Marbach dont on réglait le débit à partir de l'étang de Buematt.

### Vestiges des bâtiments abbatiaux
La plus grande partie des bâtiments a été démantelée après avoir été vendue comme « bien national » Les tour des Abbés et tour des Prévôts) de l'église abbatiale ont subsisté jusque vers 1830. Il ne reste que les fondations et quelques vestiges du chœur permettant de matérialiser les dimensions de l'église, une des plus grandes d'Alsace (65 m de long sur 20 m de large) et l'aspect général du cloître.

### Bâtiment Auguste Biecheler
En 1925, l'avant garde du Rhin, d'obédience catholique, sous l'impulsion de son président Auguste Biecheler, acquiert le domaine de l'ancienne abbaye de Marbach en ruine. Il fait entreprendre des travaux pour y développer un centre de vacances qui deviendra rapidement un préventorium destiné à soigner des enfants susceptibles de développer la tuberculose. C'est ainsi que plusieurs milliers d'enfants âgés de 6 à 14 ans venus de la France entière  vont bénéficier d'un séjour réparateur, encadrés par des religieux de l'ordre de Camille de Lellis et des sœurs du couvent Saint-Marc. Après la Seconde Guerre mondiale, les progrès de la médecine permettent la régression de la maladie. En 1968, le bâtiment est aménagé pour devenir un établissement accueillant des enfants en difficultés (IME-IMPRO).

## Codex Guta-Sintram
Le manuscrit dit Codex Guta-Sintram est actuellement conservé à la bibliothèque du Grand Séminaire de Strasbourg. Marbach se dote vers 1149 d'un atelier d'enluminure. C'est de cet atelier qu'est sorti vers 1154 le manuscrit dit Codex-Guta-Sintram rédigé par la chanoinesse Guta de Schwartzenthann et enluminé par le chanoine de Saint-Augustin Sintram von Marbach. Ce manuscrit contient des chapitres sur la règle de Saint Augustin, un nécrologe et un homéliaire. On y découvre aussi des préceptes d'hygiène et de médecine et des copies des privilèges accordés à l'abbaye de Marbach.

#### Articles
- Saison d'Alsace : la parenté du pape saint Léon IX et ses relations avec l'abbaye des chanoines réguliers de Saint-Augustin de Marbach, Saison d'Alsace, Strasbourg, 1954
- Études alsaciennes : Briefwechsel zwischen AbtJoseph Aton Preiss von Marbach und Orgelbauer Andreas Silbermann von Strassburg wegen des Orgelbaues in der Abtei Marbach, 1734, publié dans les Études alsaciennes, publications de la Société savante d'Alsace et des régions de l'Est, Strasbourg, 1947